# Фершвајлер
Фершвајлер (њем. Ferschweiler) општина је у њемачкој савезној држави Рајна-Палатинат. Једно је од 235 општинских средишта округа Ајфелкрајс Битбург-Прим. Према процјени из 2010. у општини је живјело 905 становника. Посједује регионалну шифру (AGS) 7232037.

## Географски и демографски подаци
Фершвајлер се налази у савезној држави Рајна-Палатинат у округу Ајфелкрајс Битбург-Прим. Општина се налази на надморској висини од 345 метара. Површина општине износи 7,4 km². У самом мјесту је, према процјени из 2010. године, живјело 905 становника. Просјечна густина становништва износи 122 становника/km².